# Dark social
Dark social är ett begrepp inom marknadsföring som beskriver ett fenomen där konversationen flyttas från allmänt synliga digitala kanaler som social media och elektroniska anslagstavlor till mer skyddade privata konversationer i såväl meddelandetjänster som Facebook Messenger, WhatsApp och kik som sms och e-post. Det handlar inte om klick på länkar i nyhetsflöden, utan om länkar som delats från person till person.
Begreppet myntades 2012 av journalisten Alexis Madrigal på tidningen The Atlantic. I en artikel visade tidningen att 57 procent av deras besökare kom från okända platser vars källa och orsak inte gick att undersöka närmare.
2017 visade RadiumONE i undersökningen The Dark Side of Mobile Sharing att 84 procent av alla delningar av innehåll skedde via dark social. Företag som marknadsför produkter och tjänster på Internet kan i sina analysverktyg inte identifiera källan till besök av webbplatsen som hänvisas dit från dark social.